# 國場組
株式会社國場組（こくばぐみ、
新字体: 国場組）は、沖縄県に本社を置く建築業・土木業・飲食業・サービス業を営む会社。

## 概要
沖縄県の大手建築・土木会社の一つである。経営難に陥ったことが何度かある。1993年頃、経営難に陥り銀行への借入金返済の一時停止、1999年6月には創業者一族の取締役が退任するなどの事態が生じた。
本社ビルや関連事業を子会社（ザ・テラスホテルズ）に売却する他、2000年に開催された九州・沖縄サミットの万国津梁館会議棟・回廊棟を施工するなどし、近年では沖縄のリゾート建設需要が増加していることから、2007年3月に経営再建をほぼ完了したと発表された。

## 沿革
- 1931年（昭和6年） 7月2日、國場幸太郎が幸吉、幸裕の兄弟と共に國場組創業[2]。
- 1941年（昭和16年） - 逓信省航空局より小禄村（戦後那覇市に統合）での小禄飛行場の補修と滑走路の1500mへの拡張工事を受注、4ヶ月で達成し海軍に引き渡す。
- 1943年（昭和18年） - 小禄飛行場の滑走路を3000mに拡張する工事を受注し、完遂する。
- 1943年（昭和18年） - 読谷飛行場の新設工事を受注し、工事着手。自社及び下請け会社の作業員2万名を指揮して工事を完遂、1944年3月に完成する。この時陸軍航空本部員の内田厚生や陸軍へ出向していた五島昇と知り合う。
- 1944年（昭和19年）〜1945年（昭和20年） - 中南部の各種日本軍の壕建設、及び北部で県の指示による退避仮設小屋建設に従事。
- 1945年（昭和20年）3月25日 - 沖縄戦のため業務を中断。
- 1946年（昭和21年） 9月 - 石川市において営業再開。
- 1950年（昭和25年） 1月 - 地元業者として初めて米軍の国際入札に参加し、沖縄全島の米軍港湾荷役を請負う。
- 1951年（昭和26年）10月 - 合資会社國場組を設立
- 1954年（昭和29年）11月 - 映画部新設[3]
- 1955年（昭和30年） - 國映館（世界館を買収、リニューアル）とグランドオリオン映画劇場をオープン
- 1958年（昭和33年）〜1962年（昭和37年）10月 - 金武村にて海兵隊基地キャンプ・ハンセンの恒久施設建設工事を受注し完遂する。しかし大きな欠損を出し銀行管理を受けることになる。
- 1968年（昭和43年） 1月 - 株式会社に改組
- 1972年（昭和47年） - 「那覇カントリー」オープン
- 1975年（昭和50年） - 同年開かれた沖縄海洋博覧会の建設工事に従事
- 1983年（昭和43年） 11月 -  OIS事業部新設。
- 1990年（平成 2年） 9月1日 - 國映興業株式会社・オリオン興業株式会社を合併、映像事業本部を新設[4]。
- 1998年（平成10年）12月 - 創業者一族以外で初の金城社長を迎える。
- 2000年（平成12年） 9月 - 元沖縄県副知事の宮城宏光が社長就任。
- 2001年（平成13年） - 子会社の「那覇カントリー」を沖縄土地住宅に80億円で売却
- 2002年（平成14年） 9月 - 國映館、グランドオリオン閉館。同年10月、シネマコンプレックス「シネマQ」オープン。
- 2006年（平成18年） 3月 - 沖縄県発注の土木・建築工事を巡り、公正取引委員会から排除措置命令を受ける。
- 2007年（平成19年） 3月 - 関連事業を子会社のザ・テラスホテルズに売却。譲渡後は本業の建設と砕石部門に事業集中する。
- 2021年（令和3年） - 創業90周年。

## 得意分野
戦前においては日本軍、戦後においては米陸軍工兵隊から大きな受注を受けていた。國場幸太郎も軍にいたことがあり、戦前戦中の工事の際はその時の体験や国への忠誠心を見せるときとして大いに奮起したと言う。また、飛行場工事なども早くから本土ゼネコンの下請ではなく自社が受注企業の頂点に位置して遂行している。
なお、沖縄戦の際には幸太郎は最後の連絡機に乗って本土に逃れ福岡に、幸吉らと他の一族で軍へ入って居なかった者達は国頭に退避した。この時のため備蓄していた食糧や手持ちの現金を配って皆で糊口をしのいだという。社史に「國場組従業員140人は国頭地方の山中に仮小屋をつくって避難した。幸いにも日米の地上戦に巻き込まれることなく、無事に終戦の日を迎えることができた」とある。
幸太郎は1946年8月に密航で沖縄に渡り、翌月9月に石川市で事業を再開する。
戦後陸軍工兵隊が基地の恒久施設建設、および壊滅した沖縄の社会資本再建を計画した際、国場組もその事業を請け負った。そのため米軍関係工事において豊富な経験を有する。米軍関係工事の場合、軍事施設の建設に特有の技術が必要とされる他、米軍相手の工事の場合は資材などの規格や契約がアメリカのものに合わせなければならないという特徴があり、英語による文書のやり取りも多い。日経産業新聞はこうした工事の受注を続けることで、アメリカの規格などに習熟していったことを紹介している。
当時受注した工事は多岐に上るが大規模なものは1960年代初頭のキャンプ・ハンセン建設工事である。
ただし、日本復帰以降は沖縄開発庁（後の内閣府沖縄事務局）や沖縄県が社会資本建設の主たる所管官庁となり、一般建設工事において、この特徴はそれほどの優位性を持たなくなった。復帰により沖縄の米軍基地もある程度纏まった規模が返還され、既存の駐留部隊移設のための工事を主体とする接受国建設工事計画が実施され、1970年代に同計画による工事はピークを迎えたが、以降は米軍からの発注規模は低下し、維持補修などが増えていった。そのため、1980年代には那覇空港の埋立拡張構想（当時。2000年代に現実化する）などに興味を示し、中国への進出を企図して留学生採用で注目されたこともある。1996年以降、普天間基地の代替施設建設がクローズアップされた際には、1998年頃ベクテルをコンサルとして埋立案の推進する1社として名が挙がった。その後も同問題が長期化するに従い、2005年頃米軍再編協議（DPRI）で一旦振り出し近くまで後退した際には下地島でのカジノ施設と併設した移設構想に興味を示している（詳細は普天間基地移設問題を参照）。
米軍施設で実績があるものは同社ウェブサイトに幾つか掲載されているものの他、ステアリー・ハイツ小学校の短納期での完成（1984年8月27日引渡し。台風による5日間の工事中止などにも拘らず完遂）や、ホワイト・ビーチ地区における台風で被害を受けたブラボー桟橋の復旧工事（1989年2月引渡し）などがある。埋立についても一般建設工事で経験しており、普天間基地の移設問題で工法が焦点になった際に埋立案を提示したのは、同工法ならば技術と実績を持っていたからである。